# Ikililou Dhoinine
Ikililou Dhoinine (født 14. august 1962) er en comorisk farmaceut og politiker, der fra 2011 til 2016 var Comorernes præsident. Han var Comorernes vicepræsident fra 2006 til 2011.
Dhoinine vandt præsidentvalget i Comorerne i 2010, hvor han modtog flest stemmer i første runde (28,19%). Han mødte Mohamed Said Fazul og Abdou Djabir i anden runde og fik 61,12% af stemmerne, og vandt dermed præsidentposten. Som medlem af det ledende parti Parti national de la justice, blev Dhoinine støttet af den siddende præsident Ahmed Abdallah Mohamed Sambi. Tideligere arbejdede Dhoinine i finansministeriet, som vicepræsident for budgettet og kvinders iværksætteri.  Ved præsidentvalget i 2016 blev han afløst af Azali Assoumani.
Dhoinine er den første præsident fra øen Mohéli.